# عبدالله العمار
عبدالله العمار (انگلیسی: Abdullah Al-Ammar؛ زادهٔ ۱ مارس ۱۹۹۴) یک بازیکن فوتبال اهل عربستان سعودی است.